# Leptochilichthys microlepis
Leptochilichthys microlepis är en fiskart som beskrevs av H. Machida och Shiogaki, 1988. Leptochilichthys microlepis ingår i släktet Leptochilichthys och familjen Leptochilichthyidae. Inga underarter finns listade i Catalogue of Life.